# Huxley (Iowa)
Huxley és una població dels Estats Units a l'estat d'Iowa. Segons el cens del 2000 tenia 2.316 habitants.

## Demografia
Segons el cens del 2000, Huxley tenia 2.316 habitants, 917 habitatges, i 631 famílies. La densitat de població era de 791,3 habitants/km².
Dels 917 habitatges en un 36,8% hi vivien nens de menys de 18 anys, en un 55,1% hi vivien parelles casades, en un 9,3% dones solteres, i en un 31,1% no eren unitats familiars. En el 23,8% dels habitatges hi vivien persones soles el 8% de les quals corresponia a persones de 65 anys o més que vivien soles. El nombre mitjà de persones vivint en cada habitatge era de 2,5 i el nombre mitjà de persones que vivien en cada família era de 3.
Per edats la població es repartia de la següent manera: un 27,2% tenia menys de 18 anys, un 12,1% entre 18 i 24, un 30,4% entre 25 i 44, un 21,7% de 45 a 60 i un 8,6% 65 anys o més.
L'edat mediana era de 32 anys. Per cada 100 dones de 18 o més anys hi havia 93 homes.
La renda mediana per habitatge era de 48.068 $ i la renda mediana per família de 56.202 $. Els homes tenien una renda mediana de 37.736 $ mentre que les dones 29.013 $. La renda per capita de la població era de 20.172 $. Entorn del 3,5% de les famílies i el 6,8% de la població estaven per davall del llindar de pobresa.

## Poblacions més properes
El següent diagrama mostra les poblacions més properes.